# Vitsidig blomstickare
Vitsidig blomstickare (Diglossa albilatera) är en fågel i familjen tangaror inom ordningen tättingar.

## Utseende och läte
Vitsidig blomstickare är en liten och aktiv sångarliknande tätting med den för släktet typiska uppböjda och krokförsedda näbben, lite som en burköppnare. Hanen hos denna art är skiffergrå till svartaktig, medan honan är rätt mörkt olivbrun. Båda könen uppvisar en vit strimma på sidan, som dock mestadels döljs av vingen. 

## Utbredning och systematik
Vitsidig blomstickare delas in i fyra underarter:
- D. a. federalis – förekommer i kustnära bergstrakter i norra Venezuela (Aragua till Miranda)
- D. a. albilatera – förekommer i Santa Marta-bergen och Anderna i Colombia, västra Venezuela samt Ecuador
- D. a. schistacea – förekommer i Anderna från sydvästligaste Ecuador till nordvästra Peru (Cajamarca)
- D. a. affinis – förekommer i högländer i norra och centrala Peru (ovan Utcubambafloden) till Cusco

## Levnadssätt
Vitsidig blomstickare hittas i bergstrakter på mellan 1800 och 2800 meters höjd, vanligen i skogsbryn eller buskiga områden. Den ses enstaka, i par eller som en del av kringvandrande artblandade flockar. Likt andra blomstickare livnär den sig på nektar som den tar genom att punktera blommor med den speciellt utformade näbben. 

## Status
Arten har ett stort utbredningsområde och beståndet anses vara stabilt. Internationella naturvårdsunionen IUCN listar den därför som livskraftig (LC).